# Varulvens år
Varulvens år är en roman skriven 1983 av författaren Stephen King, och är illustrerad av Bernie Wrightson. Den gavs ut i svensk översättning 1986.
Boken handlar om en liten stad i norra USA där delar av befolkningen hittas dödade på brutala sätt. Historien följer varulvens framfart i tolv månader.